# Lissac (Haute-Loire)
Lissac ist eine französische Gemeinde mit 293 Einwohnern (Stand: 1. Januar 2022) im Département Haute-Loire in der Region Auvergne-Rhône-Alpes (vor 2016 Auvergne); sie gehört zum Arrondissement Le Puy-en-Velay und zum Kanton Saint-Paulien.

## Geografie
Lissac liegt etwa 15 Kilometer nordwestlich von Le Puy-en-Velay. Umgeben wird Lissac von den Nachbargemeinden Céaux-d’Allègre im Norden, Saint-Paulien im Osten, Loudes im Süden, Vazeilles-Limandre im Südwesten sowie Vernassal im Westen.

## Bevölkerungsentwicklung
| Jahr                       | 1962 | 1968 | 1975 | 1982 | 1990 | 1999 | 2006 | 2011 | 2017 |
| Einwohner                  | 356  | 305  | 278  | 250  | 228  | 239  | 257  | 262  | 275  |
| Quellen: Cassini und INSEE |      |      |      |      |      |      |      |      |      |

## Sehenswürdigkeiten
- Kirche Saint-Julien-de-Brioude